# Pylaisia steerei
Pylaisia steerei là một loài Rêu trong họ Hypnaceae. Loài này được (Ando & Higuchi) Ignatov mô tả khoa học đầu tiên năm 2001.